# Водный автобус по каналу Рангсит

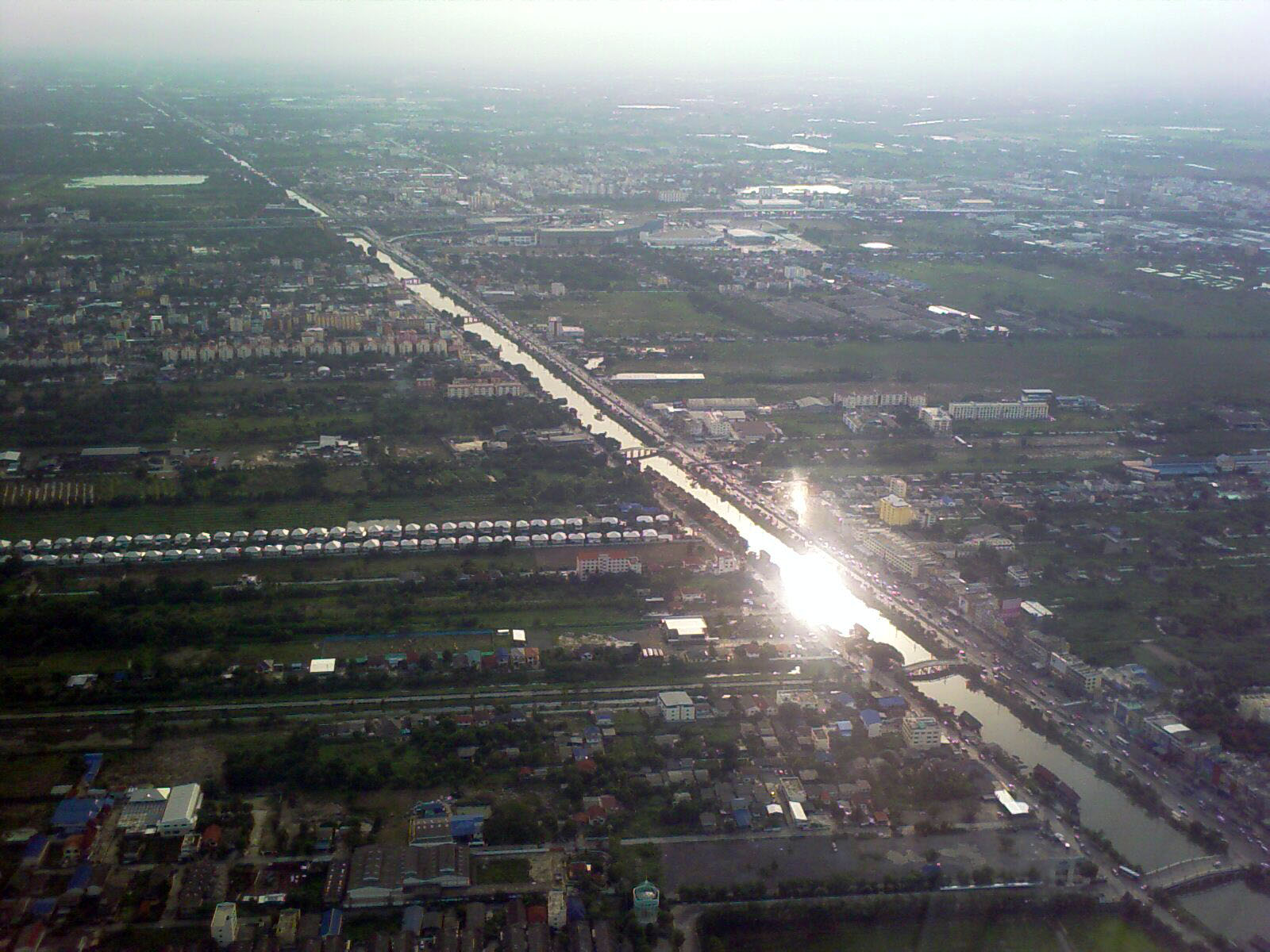
канал Рангсит

Водный автобус по каналу Рангсит (เรือโดยสารคลองรังสิตฯ)  - транспортный сервис по перевозке пассажиров по каналу Рангсит в ампхе Thanyaburi провинции Патхумтхани, к северу от Бангкока, элемент системы водного транспорта Бангкока

## История
Практически прямолинейный канал был построен в период с 1890 по 1897 годы к северу от Бангкока на территории, ставшей известной благодаря танжериновым садам. 

### Предпосылки
В результате увеличения урбанизированной территории вокруг Бангкока ампхе Таньябури стал достаточно густонаселенным (1842 человека на квадратный километр в 2017 году). Несмотря на строительство шоссе №305 с тремя или четырьмя полосами движения в каждом направлении, время пассажиров в пути стало очень значительным из-за заторов на дорогах. 
Изначально предлагалось создание линии метробуса. Однако было принято решение отказаться от этого проекта из-за высокой стоимости реализации и необходимости изъятия двух полос движения из транспортной системы. 
Было принято решение создать линию водного автобуса, ввиду дешевизны. Этот проект также расценивался как возрождение исторической традиции, так как до 1990-х годов канал Рангсит был одной из транспортных артерий региона. 

### Строительство
В 2012 году Siripong Hantrakul, губернатор провинции Патхумтхани, распорядился о строительстве 13 понтонных причалов (вместимостью 25 человека каждый)  вдоль канала Рангсит от канала “№1” до канала “№8”. Общий бюджет строительства составил 22,7 миллиона батов.

#### Маршрут
Общая длина маршрута составляет 13км.
- 1. Пирс Пратунам (ท่าประตูน้ำจุฬาลงกรณ์)
- 2. Школа Прачатипат (ท่าโรงเรียนประชาธิปัตย์)
- 3. Future Park (ท่าฟิวเจอร์ปาร์ครังสิต)
- 4. Красный мост (ท่าสะพานแดง)
- 5. ท่าคลองสาม
- 6. ท่าดรีมเวิล์ด
- 7. Dream World (ท่าโลตัสคลองสี่)
- 8. ท่าสะพานพระองค์สาย
- 9. ท่าหมู่บ้านฟ้าลากูน
- 10. ท่าวัดมูลจินดาราม
- 11. Таньябури (ท่าตรงข้ามอำเภอธัญบุรี)
- 12. Big С (ท่าตรงข้ามห้างบิ๊กซีคลองเจ็ด)
- 13. ท่าทางแยกลำลูกกา
- 14. Tesco Lotus (ท่าเรือฝั่งตรงข้ามห้างโลตัสคลองเจ็ด)[1]

### Ввод в эксплуатацию
Тестовая эксплуатация была начата в январе 2014 года. Планировался полный запуск сервиса в работу с марта 2014 года. Предполагалось, что суда будут курсировать с 6 утра до 6 вечера.

## Проблемы реализации
Через канал построено большое количество мостов, имеющих сходную конструкцию с четырьмя составными опорами в воде с короткими пролетами. Лодки могут проходить под такими мостами только на небольшой скорости во избежания столкновения с опорой моста. В летние месяца уровень воды в канале значительно снижается, в канале образуется много мест с минимальной глубиной, однако работы по адаптации рельефа дна не были заложены в бюджет. В канале растет большое количеством водных гиацинтов и лотосов, во многих местах они делают канал не судоходным. Необходимы работы по очистке канала от растительности. В канале присутствуют многочисленные остатки капитального строительства, которые необходимо демонтировать для безопасной эксплуатации общественного транспорта.
Берега канала не укреплены, поэтому при постоянном движении пассажирских судов возможно подмывание берегов из-за создаваемых волн.

## История развития
В 2016 Surachai Khanasa, губернатор провинции Патхумтхани, решил возродить проект, несмотря на проблемы, ввиду увеличившихся заторов на дорогах. Предполагалось сотрудничество федеральных и муниципальных властей по очистке канала и поддержания необходимого уровня воды. Предполагалось, что интервал движения должен составить 14 минут, а на весь путь в 18 километров пассажир затратит 70 минут и 20 батов.

## Текущее состояние
По состоянию на конец 2021 года движение по маршруту не осуществляется.

## Перспективы развития
В конце 2021 года подразделением министерства транспорта по планированию (OTP) был предложен план развития водного общественного транспорта Бангкока и окрестностей (W-MAP). Согласно ему, развитие будет происходить в три фазы с первоначальным бюджетом в 5 600 000 000 батов. Согласно этому проекту водный автобус по каналу Рангсит должен быть запущен во вторую “среднесрочную” фазу (2028-2032 годы) под кодом "М2".